# Bain-de-Bretagne
Bain-de-Bretagne (bretonsko Baen-Veur) je naselje in občina v severozahodnem francoskem departmaju Ille-et-Vilaine regije Bretanje. Leta 2009 je naselje imelo 7.162 prebivalcev.

## Geografija
Naselje leži v pokrajini Bretaniji 33 km južno od Rennesa.

## Uprava
Bain-de-Bretagne je sedež istoimenskega kantona, v katerega so poleg njegove vključene še občine Crevin, Ercé-en-Lamée, Messac, La Noë-Blanche, Pancé, Pléchâtel, Poligné in Teillay z 20.579 prebivalci.
Kanton Bain-de-Bretagne je sestavni del okrožja Redon.

## Pobratena mesta
- Lerma (Kastilija in Leon, Španija),
- Lütjenburg (Schleswig-Holstein, Nemčija).